# 達拉斯·麥克菲爾森
達拉斯·萊爾·麥克菲爾森（Dallas Lyle McPherson，1980年7月23日—）生於北卡羅萊納州的葛林斯波羅（Greensboro），目前和奧克蘭運動家簽下小聯盟的合約，並受邀參加春訓。

## 職業生涯
1998年至2001年間，麥克菲爾森就讀於堡壘軍事學院（The Citadel），並在棒球校隊打球。2001年的選秀會上，他以第二輪選秀權被天使隊選中。到2004年時他已經躋身為天使農場系統中最頂尖的年輕選手，並在同一年徹底打垮2A與3A等級的投手。在獲得了數項小聯盟最佳球員的獎項後，麥克菲爾森在2004年9月10日晉升大聯盟，首場比賽面對芝加哥白襪。當時麥克菲爾森是天使隊重砲三壘手特洛伊·格勞斯的替補，偶而上場分擔打擊工作，所以那個球季他在大聯盟只有40個打數。因為看好麥克菲爾森的潛力，所以在2004年季後，天使隊沒有和他們培養出來的明星三壘手葛勞斯續約，而讓麥克菲爾森正式接班。
他在2005年的菜鳥球季一心想揮出長打，卻讓他的打擊率老是在門多薩線（Mendoza Line）附近游走。球季過了三分之一後，麥克菲爾森被預期的打擊火力才逐漸湧現，特別是面對堪薩斯市皇家隊時還打出一支致勝的全壘打。但是這個球季他卻因為髖骨受傷而提前結束，在8月時接受骨刺摘除手術。
2006年春訓時，麥克菲爾森仍然被寄予厚望，球隊希望他能成為固定的先發三壘手，但是他在春訓期間再次受傷，於是三壘大關的防務只好交給隊上的超級工具人西恩·菲金斯，麥克菲爾森失去了他原本的工作。麥克菲爾森再度從小聯盟3A的鹽湖城蜜蜂出發，而在找回他過去的長打能力後，天使隊於5月再次把他擢升回大聯盟。
2009年12月20日，麥克菲爾森和奧克蘭運動家簽下小聯盟的合約，並受邀參加2010年的春訓。

## 外部連結
- 達拉斯·麥克菲爾森在美國職棒（英语）
- 達拉斯·麥克菲爾森在Baseball-Reference.com（大聯盟）（英语）
- 達拉斯·麥克菲爾森在Baseball-Reference.com（小聯盟以及海外聯盟）（英语）
- 達拉斯·麥克菲爾森在ESPN（MLB）（英语）
- 達拉斯·麥克菲爾森在FanGraphs.com（英语）
- 達拉斯·麥克菲爾森在The Baseball Cube（英语）